# Tales from the Elvenpath
Tales from the Elvenpath ist ein Best-of-Album von Nightwish.
Das Album erschien 2004 bei Drakkar und wird dem Genre Symphonic Metal/Power Metal zugerechnet.

## Bedeutung
Tales from the Elvenpath ist ein von Nightwishs Ex-Label Drakkar, bereits nach deren Wechsel zu Nuclear Blast, herausgegebenes Best-of-Album.

## Titelliste
1. Wishmaster (Wishmaster, 2000)
2. Sacrament of Wilderness (Oceanborn, 1998)
3. End of all Hope (Century Child, 2002)
4. Bless the Child (Century Child, 2002)
5. Sleeping Sun (u. a. Oceanborn, 1998)
6. She is my Sin (Wishmaster, 2000)
7. Walking in the Air (Oceanborn, 1998)
8. Stargazers (Oceanborn, 1998)
9. Over the Hills and far away
10. The Kinslayer (Wishmaster, 2000)
11. Dead Boy’s Poem (Wishmaster, 2000)

Bonustitel
1. Sleepwalker (Wishmaster, 2000)
2. Nightquest (Oceanborn, 1998 – nur Japan und Argentinien)
3. Lagoon
4. Wayfarer (Century Child, 2002)

## Auszeichnungen für Musikverkäufe
| Land/Region        | Auszeichnungen für Musikverkäufe (Land/Region, Auszeichnung, Verkäufe) | Verkäufe |
| ------------------ | ---------------------------------------------------------------------- | -------- |
| Deutschland (BVMI) | Gold                                                                   | 100.000  |
| Insgesamt          | 1× Gold ·                                                              | 100.000  |